# Joëlle Léandre
Joëlle Léandre (Aix-en-Provence, 12 september 1951) is een Franse jazzcontrabassiste.

## Biografie
Léandre had als kind blokfluit- en pianoles en begon op 10-jarige leeftijd te spelen op een contrabas van haar broer. Later vererfde een basdocent haar zijn instrument. Ze volgde een klassieke muziekstudie in Parijs en kreeg in 1976 een eerste prijs aan het Conservatoire de Paris. Als studente ontdekte ze zowel de jazz als de nieuwe muziek en was ze lid van het ensemble van Pierre Boulez. Daarna vervolgde ze haar studie met een studiebeurs aan het Center for creative and performing arts in Buffalo bij o.a. John Cage, Morton Feldman en Giacinto Scelsi. Ze werkt zowel op het gebied van de jazz als ook van de geïmproviseerde muziek. Componisten als Earle Brown, John Cage en Giacinto Scelsi hebben werken voor haar geschreven.
Ze begon soloconcerten te geven. Op haar debuutalbum Contrebassiste (1981) presenteerde ze eigen composities en improvisaties voor ingespeelde geluidsbanden. Als improvisator werkte ze o.a. met Derek Bailey, George Lewis, Susie Ibarra, Anthony Braxton en Annick Nozati. Met Irène Schweizer en de zangeres Maggie Nicols speelt ze sinds begin jaren 1990 in de uit het verband rond de Feminist Improvising Group afgeleide trio Les Diaboliques. Met Marilyn Crispell (piano), Urs Leimgruber (saxofoon) en Fritz Hauser (drums) vormt ze het Quartet Noir. In 2005 werd ze door het Jazzfestival in Le Mans onderscheiden als artist in residence. Met Sebastian Gramss formeerde ze een contrabas-duo.
Haar muziek is gedocumenteerd op meer dan 150 geluidsdragers. Als schrijfster heeft ze A voix basse (2009) en de gedichtenbundel Caraque (1993) gepubliceerd.